# 築地
35°40′06″N 139°46′26″E / 35.66833°N 139.77389°E
築地（日语：／ Tsukiji */?）是日本東京都中央區的地名，位於隅田川北側。2019年有人口8,268人。郵遞區號104-0045。
「築地」二字有「填海的土地」之意，原是東京灣的一部份，江戶時代進行填海工程後成為隅田川北岸土地。肩負東京生鮮食品集散功能的築地市場坐落於此，因此被譽為「東京的廚房」。
明治時代起就是京橋區役所與現在中央區役所所在地，是中央區、京橋地域的行政中樞。因位處東京灣河口地區，有許多海軍與中央批發市場等海運相關設施。有時也冠上京橋稱做京橋築地。

## 地理
位於京橋地域南部。
河川、橋
- 隅田川
  - 勝鬨橋

## 歷史

### 填海地
「築地」意為「填海土地」，是為了因江戶時代1657年明曆大火燒毀的淺草江戶淺草御坊（現築地本願寺）遷移打造而成的土地。之後，淨土真宗的寺院、墓地陸續建立，周邊成為寺町，另外還有一些武家屋敷。

### 外國人居留區

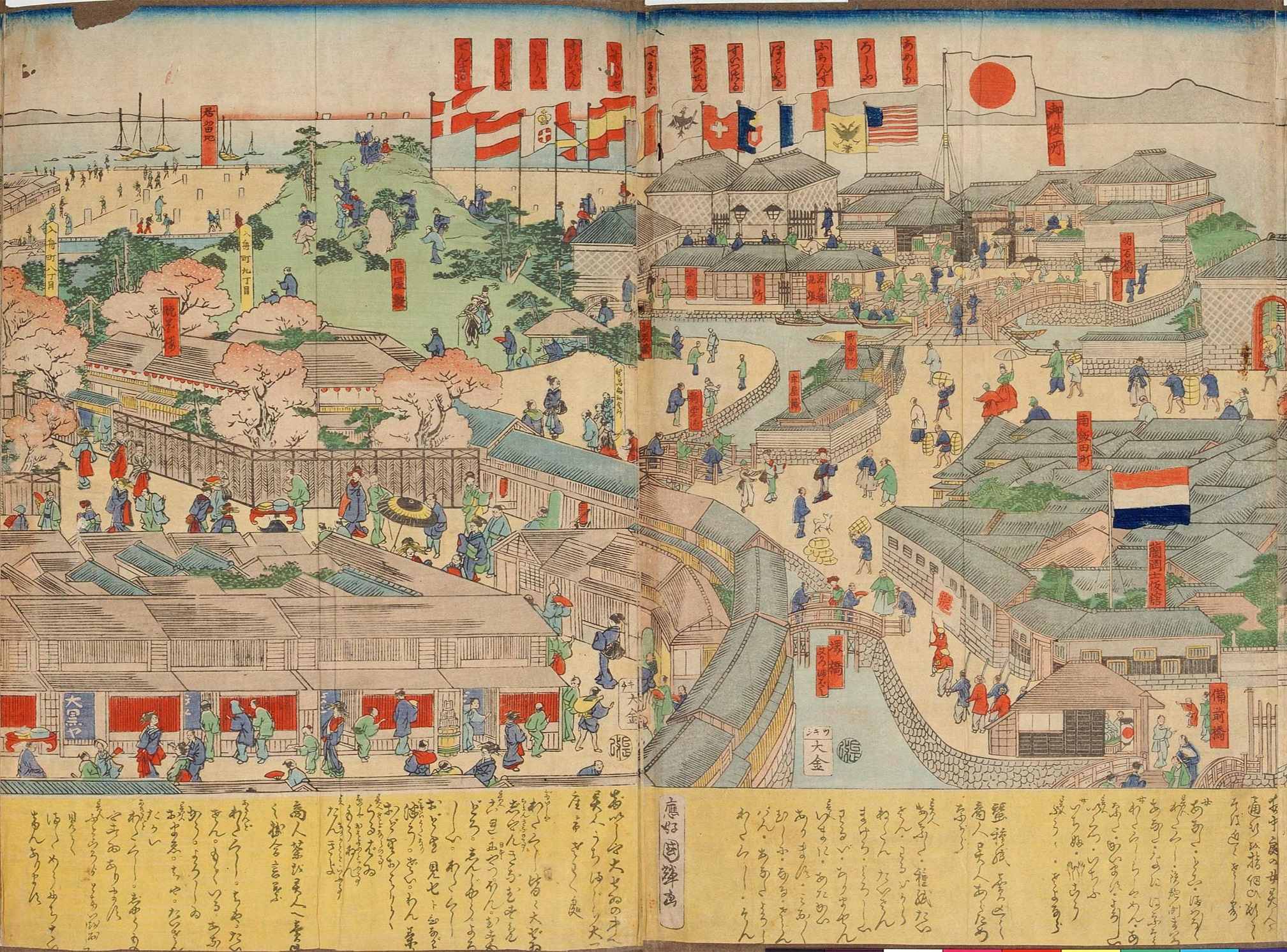
1862年（文久2年）江戶築地鐵砲洲外國人居留區全景。慶應義塾大學發源地在畫面中央左側築山下的平地

1869年在築地鐵砲洲（現在的湊至明石町一帶）設立外國人居留地。在日美國人學校「日本美國學校」在1902年開校。此外，中津藩藩士福澤諭吉的蘭學塾（慶應義塾）也在此地開設。

### 海軍相關設施

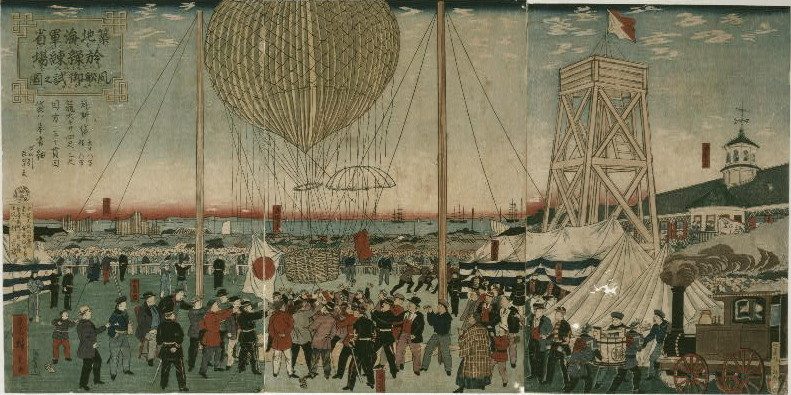
築地海軍省鍛練場進行氣球試驗的浮世繪

江戶時代末期，幕府為了增強軍事力，在築地設置講武所，之後設立海軍部門的軍艦操練所，勝海舟在此教授。明治維新後，明治政府接收大名屋敷與講武所。太平洋戰爭之後至日本海軍解散之前，此地主要作為海軍用地使用。過去築地內帝國海軍相關設施如下：
- 海軍本省

1872年（明治5年）在元尾張別邸創立。現在是作為海軍發祥地的水神社。
- 海軍兵學校

1869年（明治2年），海軍操練所在元藝州屋敷内創立，隔年改為海軍兵學寮，1876年（明治9年）改稱海軍兵學校。1887年（明治20年）移轉至廣島江田島。
- 海軍軍醫學校

1873年（明治6年），海軍醫院附屬學舍創立。1880年（明治13年）廢校，1882年（明治15年）海軍醫務局學舍在芝重新創立，1889年（明治22年）改稱海軍軍醫學校。1908年（明治41年）移轉至築地，1929年（昭和4年）遷至築地五丁目，現在是國立癌研究中心中央醫院。
- 軍艦操練所（日语：軍艦操練所）

1857年（安政4年），江戶幕府在講武所內開設軍艦教授所。1859年，勝海舟將之改名為砲術教授所。利用荷蘭贈送的觀光丸進行船員培訓。
- 海軍經理學校

1888年（明治21年），自芝山內天神谷海軍會計舍移轉自此，1907年（明治40年）改名。1932年（昭和7年）移至勝鬨橋西詰，太平洋戰爭終結後的1945年（昭和20年）廢校。

### 區劃調整
1923年關東大地震發生後，築地一帶損毀嚴重，其後以帝都重建計畫為基礎，在晴海通及新大橋通一帶進行大規模的道路建設及重新規劃，多家寺院遷離。1935年，日本橋的魚河岸（魚市場）轉移至築地舊海軍用地上所興建的批發市場，並在場外形成廣大的傳統市集。

### 現在
二次大戰期間，築地發展停滯。1950年後重新發展。1966年7月1日施行住居表示。今日的築地是不少遊客到訪之地，築地的中央批發市場（築地場內市場）是世界最大的漁類批發市場之一，中央批發市場旁的傳統市集（通稱場外市場）也同樣匯集不少人潮。
由於市場用地原為鐵路貨運運輸而設計，腹地狹窄、缺少公路貨車的停車空間，深夜早晨的周邊道路常有貨車違法停車的情形，加上設施老化，築地場內市場在2018年10月遷移至江東區豐洲新建的的豐洲市場，場址則有再開發的計畫。另一方面，築地場外市場將繼續留在原址，不會隨之搬遷。但築地場內市場的遷移，預期將對築地以及中央區帶來深刻的經濟衝擊。

### 地名由來
「築地」意為填海地。此地是明曆大火後所施工的填海地。

### 町名的變遷
| 實施後     | 實施年月日   | 實施前（無備註表各町名部分地區）               |
| ---------- | ------------ | ---------------------------------------------- |
| 築地一丁目 | 1966年7月1日 | 築地一丁目、築地二丁目、築地三丁目             |
| 築地二丁目 | 1966年7月1日 | 築地一丁目、築地二丁目、築地三丁目             |
| 築地三丁目 | 1966年7月1日 | 築地一丁目、築地二丁目、築地三丁目             |
| 築地四丁目 | 1966年7月1日 | 築地四丁目（全域）                             |
| 築地五丁目 | 1966年7月1日 | 築地五丁目（全域）                             |
| 築地六丁目 | 1966年7月1日 | 小田原町二丁目（全域）、小田原町三丁目（全域） |
| 築地七丁目 | 1966年7月1日 | 小田原町一丁目（全域）                         |
| 濱離宮庭園 | 1966年7月1日 | 築地六丁目（全域）                             |

## 地域
機關
- 中央區役所（日语：中央区役所 (東京都)）
- 海上保安廳 海洋情報部（日语：海洋情報部）
- 國立癌研究中心

所轄之警察署、消防署
- 築地警察署（日语：築地警察署）（所在地：築地）
- 京橋消防署 築地出張所（所在地：明石町）

設施
- 勝鬨橋
- 東京都中央批發市場（日语：中央卸売市場）築地市場、場外市場

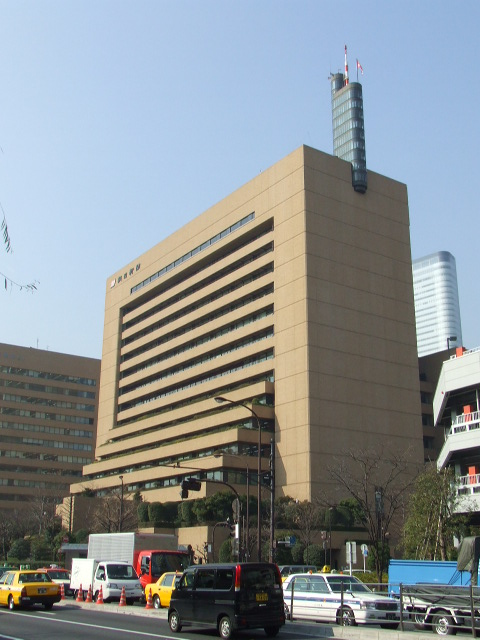
朝日新聞東京本社大廈

- 京橋郵便局（日语：京橋郵便局）、晴海郵便局（日语：晴海郵便局）京橋分室、郵貯銀行京橋店

企業
- 朝日新聞社東京本社（日语：朝日新聞東京本社）
- 日刊體育新聞社本社
- 住友生命保險東京本社
- 三井造船本社
- 日冷本社
- TableMark（日语：テーブルマーク）本社
- 共同電視本社（濱離宮Parkside Place）
- MARUSHIN FOODS（日语：マルシンフーズ）東京事務所－築地KY大廈內

## 觀光

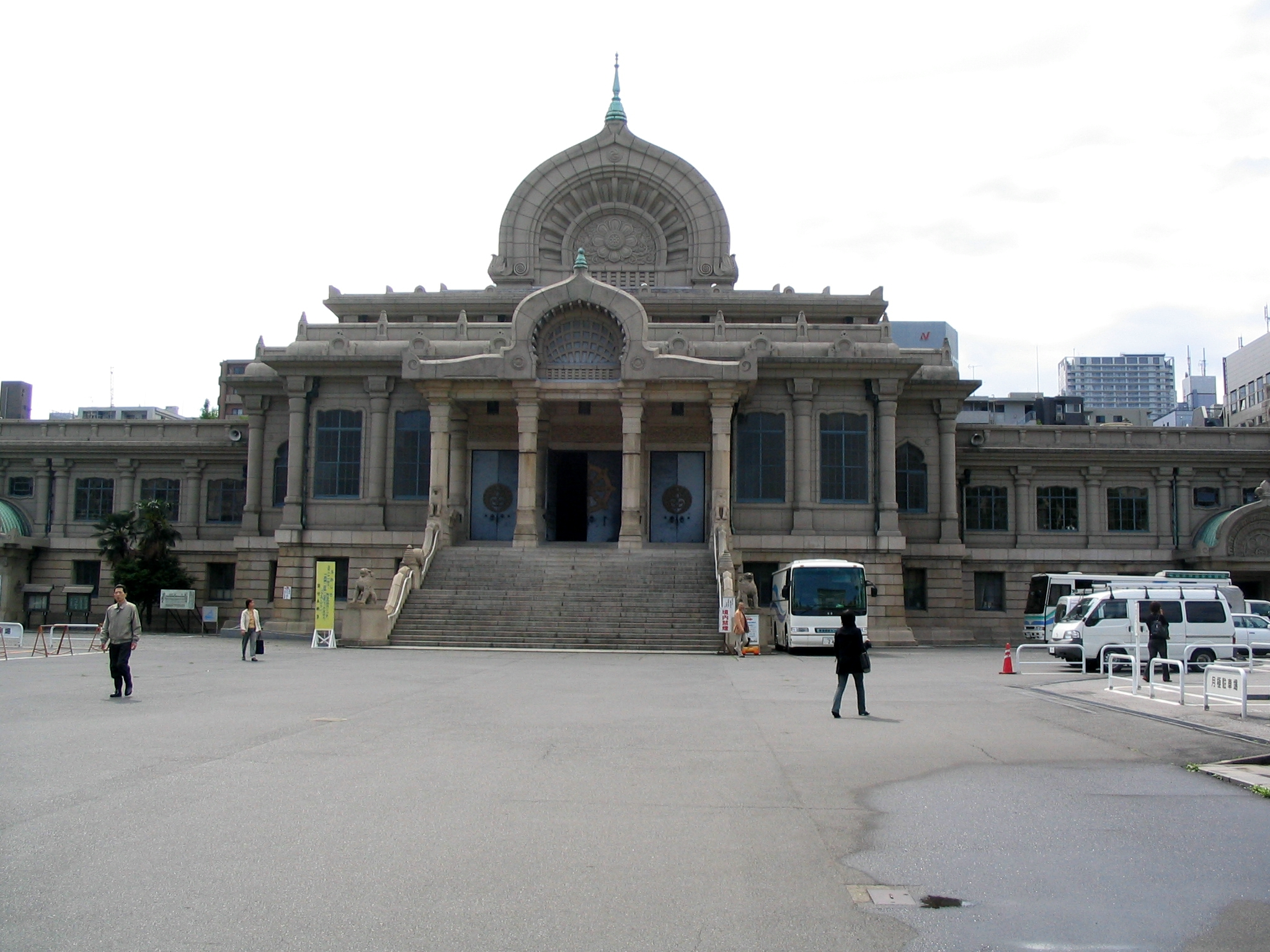
築地本願寺

景點
- 東京劇場
- 波除稻荷神社（日语：波除稲荷神社）
- 築地本願寺

舊址
- 日本美國學校（日语：アメリカンスクール・イン・ジャパン） - 1902年設立時的校舍。
- 築地小劇場（日语：築地小劇場）舊址

## 交通
鐵路
- 東京地下鐵日比谷線 ○築地站
- 都營地下鐵大江戶線 ○築地市場站
- 東京地下鐵有樂町線 ○新富町站

道路
- 東京都道、千葉縣道50號東京市川線（日语：東京都道・千葉県道50号東京市川線）（新大橋通）
- 東京都道304號日比谷豐洲埠頭東雲町線（晴海通）

首都高速道路出入口
- 首都高速都心環狀線
- 新富町出口
- 銀座出入口

## 備註
1. ↑  . 中央区. 2019-09-03  [2019-09-23]. （原始内容存档于2022-11-28）.
2. ↑  同年11月30日、自治省告示第176号「住居表示が実施された件」
3. ↑  中央区の顔「築地市場」移転問題について考える  的存檔，存档日期2015-02-11.中央区ホームページ
4. ↑  . 中央区タウン. e-まちタウン.   [2016-09-20]. （原始内容存档于2015-02-11）.
5. ↑  築地地区　中央区ホームページ 的存檔，存档日期2013-03-12.